# 헤라클레스 (에우리피데스)
《헤라클레스》(고대 그리스어: Ἡρακλῆς μαινόμενος, Hēraklēs Mainomenos)는 에우리피데스가 쓴 고대 그리스 비극 작품이다. 기원전 416년에 처음 공연되었다.

## 등장 인물
- 헤라클레스 - 제우스와 알크메네의 아들
- 암피트뤼온 - 헤라클레스의 인간 아버지
- 메가라 - 헤라클레스의 아내
- 코러스 - 테바이 노인들
- 뤼코스 - 테바이의 폭군
- 이리스 - 신들의 여사자
- 륏사(Lyssa) - 광기의 여신
- 사자(使者)
- 테세우스 - 아테나이 왕
- 하데스-죽음의신